# Episodi di My Little Pony - L'amicizia è magica

Logo della serie TV.

Questa pagina contiene la lista completa degli episodi della serie televisiva d'animazione My Little Pony - L'amicizia è magica (My Little Pony: Friendship Is Magic); la serie consta di nove stagioni, per un totale di duecentoventuno episodi, senza contare gli speciali.

## Stagioni
| Stagione | Stagione | Episodi | Episodi   | Stati Uniti                         | Stati Uniti      | Italia                               | Italia                                      |
| Stagione | Stagione | Episodi | Episodi   | Prima TV                            | Rete TV          | Prima TV                             | Rete TV                                     |
| -------- | -------- | ------- | --------- | ----------------------------------- | ---------------- | ------------------------------------ | ------------------------------------------- |
|          | Prima    | 26      | 1 – 26    | 10 ottobre 2010 – 6 maggio 2011     | The Hub          | 29 agosto 2011 – 8 novembre 2011     | Italia 1                                    |
|          | Seconda  | 26      | 27 – 52   | 17 settembre 2011 – 21 aprile 2012  | The Hub          | 13 ottobre 2012 – 4 dicembre 2012    | Boomerang                                   |
|          | Terza    | 13      | 53 – 65   | 10 novembre 2012 – 16 febbraio 2013 | The Hub          | 3 giugno 2013 – 19 giugno 2013       | Cartoonito                                  |
|          | Quarta   | 26      | 66 – 91   | 23 novembre 2013 – 10 maggio 2014   | Hub Network      | 7 aprile 2014 – 18 settembre 2014    | Cartoonito (ep. 1–13) Boomerang (ep. 14–26) |
|          | Quinta   | 26      | 92 – 117  | 4 aprile 2015 – 28 novembre 2015    | Discovery Family | 8 giugno 2015 – 10 gennaio 2016      | Cartoonito                                  |
|          | Sesta    | 26      | 118 – 143 | 26 marzo 2016 – 22 ottobre 2016     | Discovery Family | 21 maggio 2016 – 14 novembre 2016    | Cartoonito                                  |
|          | Settima  | 26      | 144 – 169 | 15 aprile 2017 – 28 ottobre 2017    | Discovery Family | 9 ottobre 2017 – 31 dicembre 2017    | Cartoonito                                  |
|          | Ottava   | 26      | 170 – 195 | 24 marzo 2018 – 13 ottobre 2018     | Discovery Family | 24 settembre 2018 – 21 dicembre 2018 | Cartoonito                                  |
|          | Nona     | 26      | 196 – 221 | 6 aprile 2019 – 12 ottobre 2019     | Discovery Family | 6 maggio 2019 – 21 dicembre 2019     | Cartoonito                                  |

## DVD
A metà aprile 2013, Hasbro ha firmato un accordo con Clear Vision per distribuire la versione DVD di My Little Pony: Friendship Is Magic in Italia, Regno Unito, Francia, Spagna, e altri paesi dell'Europa settentrionale e del Medio Oriente. Al momento, l'accordo comprende solo la prima e la seconda stagione della serie. Finn Arnesen, vicepresidente di Hasbro Studios per la distribuzione internazionale, ha spiegato che «My Little Pony è un fenomeno di scala mondiale, ed è fortemente richiesto in questi territori». I DVD finora rilasciati in Italia sono:
- Benvenuti A Ponyville
- L'Importanza Del Cutie Mark
- Una Festa Per I Pony
- l'Arcoboom Sonico (Doppio DVD)
- Stagione 1
- Il Ritorno Dell'Armonia
- Che vinca il cucciolo migliore
- I bebè dei signori Cake
- Farsi valere
- Un matrimonio a Canterlot
- Stagione 2